# Milton Burton
Milton Burton (4 de marzo de 1902 - 10 de noviembre de 1985) fue un químico estadounidense, pionero en el campo de la química de las radiaciones y la radiobiología. Fundó el Laboratorio de Radiación de la Universidad de Notre Dame en 1949 y fue su director de 1963 a 1971. Propuso el  Valor G para describir el rendimiento químico en reacciones radiolíticas. A menudo se le conoce como el padrino de la química de las radiaciones.

## Educación y carrera
Burton estudió en la Universidad de Nueva York y obtuvo su grado B.S. en 1922, máster M.S. en 1923 y doctorado Ph.D. en química física en 1925, supervisado por Francis Owen Rice. El libro de texto que coescribió con Gerhard K. Rollefson, Photochemistry and The Mechanism Of Chemical Reactions, publicado por primera vez en 1939, fue un trabajo influyente para una generación de científicos y uno de los primeros en integrar la mecánica cuántica en la descripción de la fotoquímica. Después de trabajar durante una década en la industria, Burton se unió a la Universidad de Nueva York en 1935. Participó en el Proyecto Manhattan entre 1942 y 1943 mientras trabajaba en el Laboratorio Metalúrgico, en ese momento dirigido por Arthur Compton , en la Universidad de Chicago. Se incorporó al departamento de química de la Universidad de Notre Dame en 1945 y permaneció allí hasta su jubilación en 1971.
Burton ayudó a fundar la Sociedad de Investigación de la Radiación en 1952 como el representante más influyente en el ámbito de la química.